# Biserica de lemn din Gălăuțaș

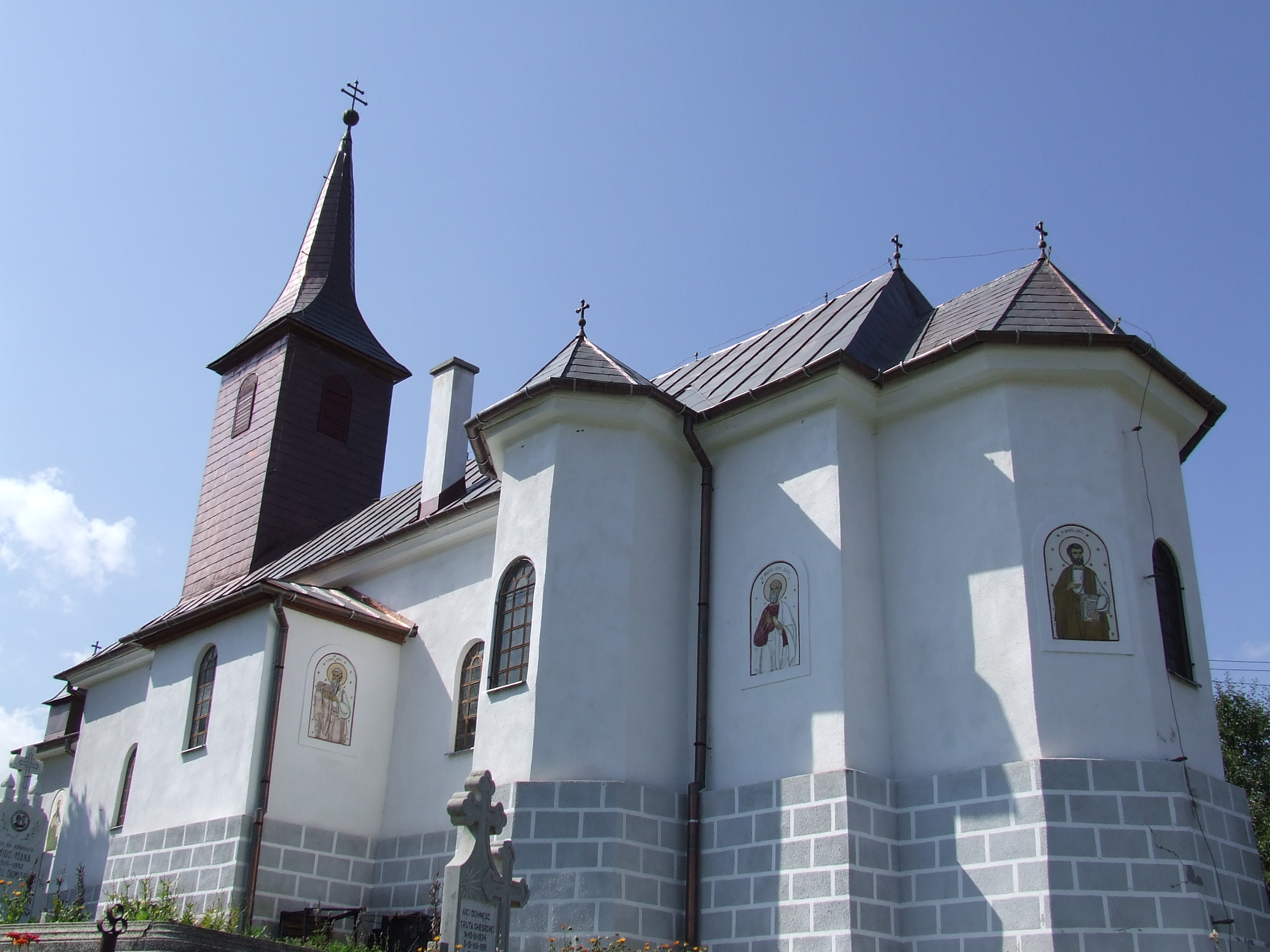
Biserica de lemn din Gălăuţaş, județul Harghita, 2009

Iconostasul bisericii de lemn din Gălăuţaş, foto: 2009

Biserica de lemn din Gălăuțaș, aflată în satul ce dă și numele comunei harghitene Gălăuțaș este datată din anul 1761. Are hramul Adormirea Maicii Domnului și este înscrisă pe noua listă a monumentelor istorice sub codul  HR-II-m-B-12824.

## Istoric și trăsături
În această biserică, ce a fost strămutată în anul 1903 din localitatea învecinată Toplița, a fost botezat primul patriarh al României, Miron Cristea.

## Imagini

Uşile împărăteşti
Partea centrală a iconostasului
Pictura absidei laterale stângi
Sfinţi mucenici
Pictură ce surprinde portretele ierarhilor Miron Cristea şi Emilian Birdaș
Naosul bisericii
Corul bisericii
Pisanie
Intrarea în biserică
Turnul clopotniţă
Absida altarului
Vedere laterală a absidei altarului